# Urdă
Pour les articles homonymes, voir Urda.
La urdă (API : /'ur.də/) est un fromage de lactosérum roumain à base de petit-lait de brebis, de chèvre, ou de vache. Elle n'a rien à voir avec le fromage d'Israël qui porte le même nom.

## Présentation
Elle est produite en réchauffant le petit-lait résultant de l'égouttage de tout type de fromage de lait de brebis. Elle est souvent fabriquée dans des moules à la forme de demi-sphère. La pâte est finement granuleuse, soyeuse et agréable au goût.
Puisqu'elle est produite par les bergers roumains depuis des temps immémoriaux, en Roumanie, ce produit est considéré comme un produit laitier traditionnel roumain.
Il faut entre 10 et 12 litres de lait pour obtenir 1 kg de urdă. Elle y est utilisée notamment dans la préparation de plusieurs desserts (gâteaux, crêpes fourrées etc.), dont la clătită et la plăcintă. Dans ces mets, elle est mélangée aux œufs et est agrémentée d'herbes aromatiques (le fenouil et le thym étant les herbes utilisées le plus souvent à cet effet).

## Les labels
L'urdă salée de Bran est l'un des cinq produits traditionnels de Bran qui a une licence.

## Fromage similaire dans le monde
Ce type de fromage est présent dans les gastronomies :
- allemande : Ziger,
- aveyronnaise : recuite,
- bosnienne : skuta,
- chypriote : anari,
- corse : brocciu,
- crétoise : athotyros
- grecque : mysithra,
- italienne : ricotta,
- norvégienne : getost;
- provençale : brousse,
- Pyrénées-Atlantiques : greuilh,
- savoyarde : céracée,
- suédoise : mysost,
- suisse : sérac,
- vosgienne : brocotte,
- wallonne : maquée.